# فیلدویل (نیوجرسی)
فیلدویل (به انگلیسی: Fieldville) یک منطقهٔ مسکونی در ایالات متحده آمریکا است که در پیسکتاوای، نیوجرسی واقع شده‌است. فیلدویل ۲۱٫۰۳ متر بالاتر از سطح دریا قرار دارد.